# Caves Marquès de Monistrol
Les Caves Marquès de Monistrol és una obra de Sant Sadurní d'Anoia (Alt Penedès) inclosa a l'Inventari del Patrimoni Arquitectònic de Catalunya.

## Descripció
La masia està situada en un nucli de construccions populars i industrials (indústria del cava), en un context de vinyes i camps. L'edifici forma un conjunt amb altres construccions. Té teulada a dues aigües que donen a les façanes laterals. Consta de planta baixa, un pis i golfes. Té un porxi amb terrat superior, del segle xix. Hi ha també un pati interior. Les cantoneres, les finestres i els portals són de pedra. Interiors interessants amb volta de maó de pla, portal de pedra i pica romànica.

## Història
Les caves de vins Marquès de Monistriol van ser fundades el 1882. La família possessora del títol del marquesat de Monistrol d'Anoia actualment és Escrivà de Romaní i de Sentmenat.